# Аноазен Шатлан
Аноазен Шатлан (фр. Annoisin-Chatelans) насеље је и општина у источној Француској у региону Рона-Алпи, у департману Изер која припада префектури Ла Тур ди Пен.
По подацима из 2011. године у општини је живело 630 становника, а густина насељености је износила 47,48 становника/km². Општина се простире на површини од 13,27 km². Налази се на средњој надморској висини од 320 метара (максималној 452 m, а минималној 280 m).

## Демографија
| 1962. | 1968. | 1975. | 1982. | 1990. | 1999. | 2011. |
| ----- | ----- | ----- | ----- | ----- | ----- | ----- |
| 231   | 247   | 285   | 301   | 412   | 541   | 630   |

График промене броја становника у току последњих година